# Gedik Ahmed Bajá
Gedik Ahmed Bajá (fallecido el 18 de noviembre de 1482) fue un estadista y almirante otomano que se desempeñó como gran visir y kapudan pachá (gran almirante de la armada otomana) durante los reinados de los sultanes Mehmed II y Bayezid II.

## Biografía
Se sabía muy poco sobre Ahmed en fuentes primarias hasta la historiagrafía posterior. Serbia y Albania habían sido propuestas como regiones geográficas para su lugar de nacimiento y Mükrimin Halil Yinanç incluso había afirmado que descendía de la dinastía bizantina de los Paleólogo basándose en fuentes occidentales anónimas a las que Yinanç afirmaba tener acceso. Una investigación posterior en los archivos otomanos de Vranje (sureste de Serbia) por Aleksandar Stojanovski estableció que Ahmed era miembro de las familias feudales serbias locales de la zona y nació en el pueblo de Punoševce.
Liderando el ejército otomano, derrotó al último beylicato (principado) de Anatolia que resistía la expansión otomana en la región, los karamánidas. Los karamánidas habían sido el principado más fuerte de Anatolia durante casi doscientos años, incluso más fuertes que los otomanos al comienzo de estos últimos. Sucedieron efectivamente al Sultanato de Rum en la cantidad de posesiones que poseían, entre ellas la ciudad de Konya, la antigua capital de los selyúcidas. La victoria de Ahmed contra los karamánidas en 1471, conquistando su territorio, así como la región costera mediterránea alrededor de Ermenek, Mennan y Silifke, resultó crucial para el futuro de los otomanos. 
Ahmed también luchó contra los venecianos en el Mar Mediterráneo y fue enviado en 1475 por el sultán para ayudar al Kanato de Crimea contra las fuerzas genovesas. En Crimea, conquistó Caffa, Soldaia, Cembalo y otros castillos genoveses, así como el Principado de Teodoro con su capital Mangup y las regiones costeras de Crimea. Rescató al kan de Crimea, Meñli I Giray, de las fuerzas genoveses. Como resultado de esta campaña, Crimea y Circasia entraron en la esfera de influencia otomana.
En 1479, cuando era un sanjakbey del Sanjacado de Avlona, el sultán Mehmed II le ordenó que dirigiera una fuerza de entre diez mil y cuarenta mil soldados para el sitio de Shkodra. Más tarde ese mismo año, el sultán le ordenó liderar la armada otomana en el mar Mediterráneo como parte de la guerra contra Nápoles y Milán. Durante su campaña, Gedik Ahmed Pasha conquistó las islas de Santa Maura (Léucade), Cefalonia y Zante (Zacinto). Desde que había conquistado Constantinopla en 1453, Mehmed II se veía a sí mismo como el heredero del Imperio romano y consideró seriamente la conquista de Italia para reunir las tierras romanas bajo su dinastía. Como parte de este plan, Gedik Ahmed Pasha fue enviado con una fuerza naval al talón de la península itálica.
Después de un intento fallido de conquistar Rodas de los caballeros hospitalarios, Ahmed tomó con éxito la ciudad portuaria italiana de Otranto en 1480. Sin embargo, debido a la falta de alimentos y suministros, tuvo que regresar con la mayoría de sus tropas para Albania en el mismo año, planeando continuar la campaña en 1481.
La muerte de Mehmed II lo impidió. En cambio, Ahmed se puso del lado de Bayezid II en la lucha por quién sucedería al sultán. Sin embargo, Bayezid II no confiaba plenamente en Ahmed y lo hizo encarcelar y luego asesinar el 18 de noviembre de 1482.